# Anisozyga muscosa
Anisozyga muscosa là một loài bướm đêm trong họ Geometridae.